# Microvoluta australis
Microvoluta australis is een slakkensoort uit de familie van de Volutomitridae. De wetenschappelijke naam van de soort is voor het eerst geldig gepubliceerd in 1877 door Angas.